# Alan Stacey
Alan Stacey (Broomfield, 29 agosto 1933 – Stavelot, 19 giugno 1960) è stato un pilota automobilistico britannico.

## Carriera
Nato a Broomfield, presso Chelmsford (Regno Unito) da una famiglia di allevatori, si era presto messo in luce ed era riuscito ad arrivare a correre per la Lotus, nonostante avesse una protesi alla parte inferiore della gamba destra, cosa che lo obbligava a usare, per azionare la frizione, un comando di tipo motociclistico.
Morì durante il Gran Premio del Belgio 1960, in una delle più tragiche edizioni di un GP che si ricordi: in quella stessa corsa perse la vita anche Chris Bristow e chiuse la carriera un'altra promessa dell'automobilismo britannico, Mike Taylor, mentre nelle prove il grande Stirling Moss si era fratturato entrambe le gambe.
L'incidente di Alan Stacey avvenne a Masta, su un rettilineo velocissimo: la sua macchina uscì di strada a causa di un cedimento meccanico, ribaltandosi diverse volte e prendendo fuoco. Il pilota, sbalzato fuori dall'abitacolo, morì sul colpo.
Stacey è stato sepolto nel cimitero parrocchiale della "Santa Vergine Maria" di Broomfield, nell'Essex.

## Risultati in Formula 1
| 1958 | Scuderia   | Vettura  |  |  |  |  |  |  |     |  |  |  |  | Punti | Pos. |
| ---- | ---------- | -------- |  |  |  |  |  |  | --- |  |  |  |  | ----- | ---- |
| 1958 | Team Lotus | Lotus 16 |  |  |  |  |  |  | Rit |  |  |  |  | 0     |      |

| 1959 | Scuderia   | Vettura  |  |  |  |  |   |  |  |  |     |  |  | Punti | Pos. |
| ---- | ---------- | -------- |  |  |  |  | - |  |  |  | --- |  |  | ----- | ---- |
| 1959 | Team Lotus | Lotus 16 |  |  |  |  | 8 |  |  |  | Rit |  |  | 0     |      |

| 1960 | Scuderia   | Vettura       |     |     |  |     |     |  |  |  |  |  |  | Punti | Pos. |
| ---- | ---------- | ------------- | --- | --- |  | --- | --- |  |  |  |  |  |  | ----- | ---- |
| 1960 | Team Lotus | Lotus 16 e 18 | Rit | Rit |  | Rit | Rit |  |  |  |  |  |  | 0     |      |

| Legenda | 1º posto     | 2º posto | 3º posto    | A punti         | Senza punti/Non class.  | Grassetto – Pole position Corsivo – Giro più veloce |
| Legenda | Squalificato | Ritirato | Non partito | Non qualificato | Solo prove/Terzo pilota | Grassetto – Pole position Corsivo – Giro più veloce |